# Język dogoński
Język dogoński, także: języki dogońskie – grupa kilkunastu etnolektów, tradycyjnie klasyfikowanych jako dialekty jednego języka w obrębie grupy woltyjskiej (gur) języków nigero-kongijskich. Nowsza propozycja postuluje jednak uznanie dialektów dogońskich za osobne języki, tworzące samodzielną rodzinę językową, w obrębie języków wolta-kongijskich, a nawet odrębną od języków nigero-kongijskich.
Językami dogońskimi posługuje się łącznie około 600 tys. Dogonów, na terytorium północno-wschodniej części Republiki Mali, na wschód od Mopti aż do rzeki Niger i przygranicznych terenach Burkina Faso. Typologicznie języki te zaliczają się do języków tonalnych z dwoma sposobami intonacji samogłosek. Na tle języków nigero-kongijskich charakteryzują się stosunkowo ubogim systemem klas nominalnych. Typowy szyk zdania to SOV.
Języki dogońskie, ze względów kulturowych i geograficznych, naznaczone są silnym wpływem języków bambara i fulfulde.

## Warianty i dialekty dogońskiego
- równinny dogoński: Jamsay tegu, Tɔrɔ tegu, Tene kã, Tomo kã
- skarpowo-dogoński: Tɔrɔ sɔɔ, Tɔmmɔ sɔɔ, Donno sɔ (Kamma sɔ)
- zachodniodogoński: Tiranige dige (Duleri dom), Ejenge dõ
- północny płaskowyżowo-dogoński: Bondum dom, Dogulu dom
- Yanda dom
- Oru yille
- Naŋa dama (Naŋa tegu)